# Babna Gora (Šmarje pri Jelšah, Slovenija)
Babna Gora je naselje u slovenskoj Općini Šmarje pri Jelšahu. Babna Gora se nalazi u pokrajini Štajerskoj i statističkoj regiji Savinjskoj. 

## Stanovništvo
Prema popisu stanovništva iz 2002. godine naselje je imalo 112 stanovnika.